# 서블렛군

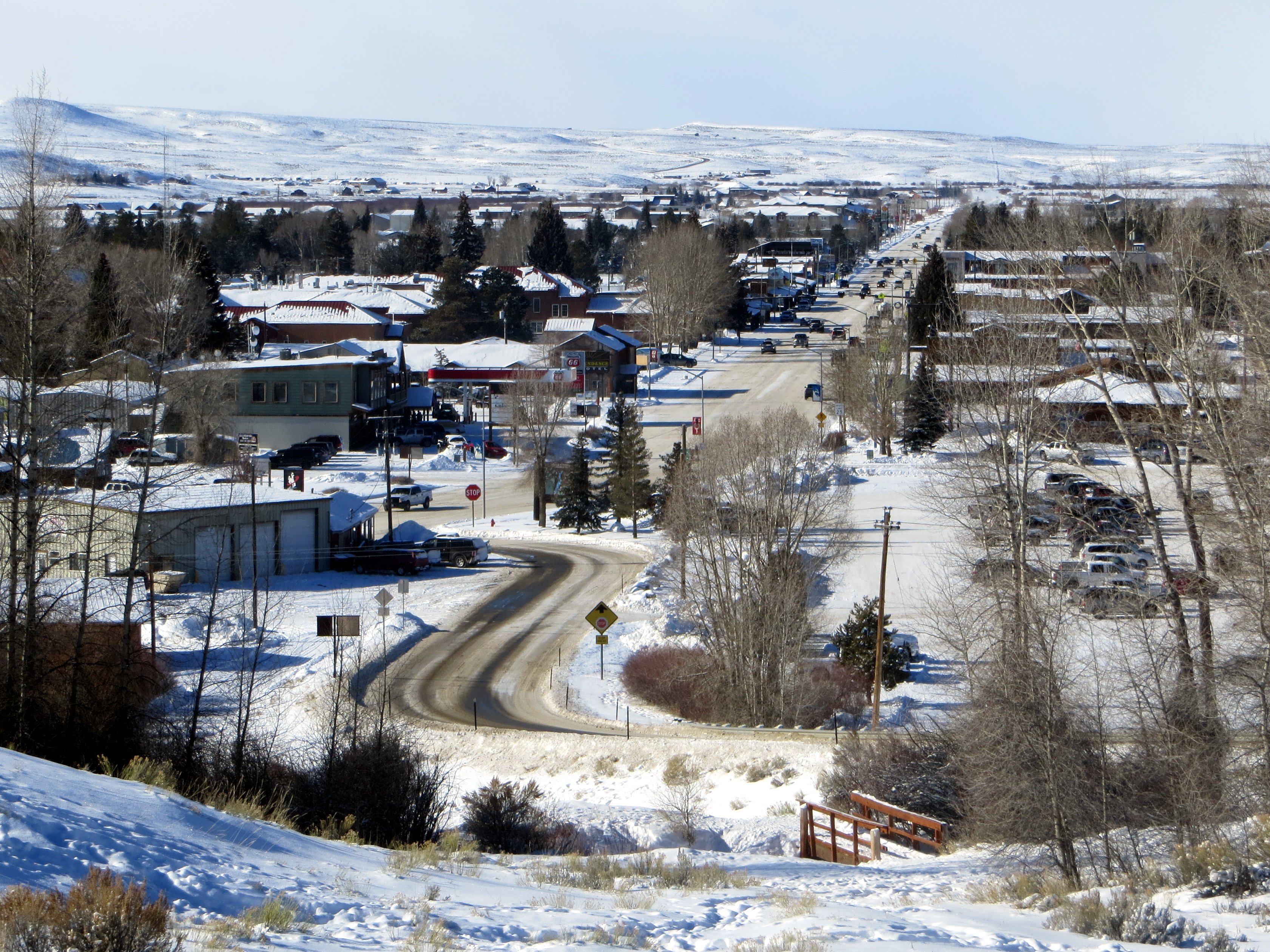

서블렛군 또는 서블렛 카운티(Sublette County)는 미국 와이오밍주에 위치한 군이다. 2010년 기준으로 이 지역의 인구 수는 총 10,247명이다. 2019년 추산으로 이 지역의 총 인구 수는 9,831명이다.

## 인구
| 인구조사                                | 인구   | Note  | %±     |
| --------------------------------------- | ------ | ----- | ------ |
| 1930년                                  | 1,944  |       | —      |
| 1940년                                  | 2,778  |       | 42.9%  |
| 1950년                                  | 2,481  |       | −10.7% |
| 1960년                                  | 3,778  |       | 52.3%  |
| 1970년                                  | 3,755  |       | −0.6%  |
| 1980년                                  | 4,548  |       | 21.1%  |
| 1990년                                  | 4,843  |       | 6.5%   |
| 2000년                                  | 5,920  |       | 22.2%  |
| 2010년                                  | 10,247 |       | 73.1%  |
| 2019 (추산)                             | 9,831  | [ 1 ] | −4.1%  |
| US Decennial Census 1870–2000 2010–2016 |        |       |        |

## 같이 보기
- 와이오밍주